# Щекотово (Калінінський район)
Щекотово (рос. Щекотово) — присілок в Калінінському районі Тверської області Російської Федерації.
Населення становить 7 осіб. Входить до складу муніципального утворення Медновське сільське поселення.

## Історія
Від 2005 року входить до складу муніципального утворення Медновське сільське поселення.

## Населення
| 2008 | 2010 |
| ---- | ---- |
| 7    | →7   |